# 谢尔盖·谢尔盖耶维奇·拉佐夫

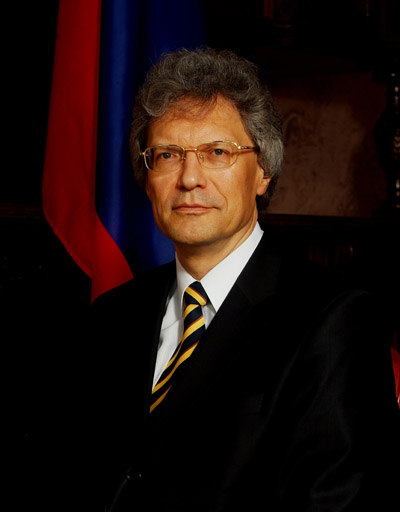
谢尔盖·谢尔盖耶维奇·拉佐夫

谢尔盖·谢尔盖耶维奇·拉佐夫（俄语：Сергей Сергеевич Разов，1953年1月28日—），俄罗斯联邦外交官。
毕业于苏联国立莫斯科国际关系学院，后供职于苏联驻中国贸易代表处。1979年，任苏共中央国际部处长、局长。1990年，任苏联外交部远东和印度支那国家管理局局长；1992年，任俄罗斯联邦驻蒙古大使。1996年，任俄罗斯联邦外交部独联体国家第三司司长。1999年，任俄罗斯联邦驻波兰大使；2002年3月，任俄罗斯外交部副部长；2005年6月，担任俄罗斯联邦驻中华人民共和国特命全权大使。2013年卸任。